# Synagoga w Gdańsku (ul. Pańska)
Synagoga w Gdańsku – synagoga znajdująca się w Gdańsku przy ulicy Pańskiej (Główne Miasto). Zniszczona podczas II wojny światowej, ostatecznie rozebrana w latach 60. XX wieku.

## Historia
Synagoga została zbudowana w 1818 roku przez gminę ze Starych Szkotów. Usytuowana była w podwórzu i przy murach obronnych. Początkowo był to niewielki budynek, w którym modlili się wyłącznie mężczyźni. W 1851 roku rabin Abraham Stein przeprowadził reformy w synagodze, a ją samą przebudowano i zmodernizowano. Wówczas dobudowano otwartą galerię dla kobiet, przesunięto bimę bliżej aron ha-kodesz, a językiem liturgicznym został niemiecki. W 1878 roku budynek spłonął i wkrótce został gruntownie wyremontowany. 
W 1887 roku synagoga została zamknięta w związku z otwarciem pobliskiej Wielkiej Synagogi i przeznaczona na inne cele. Podczas II wojny światowej budynek został znacznie uszkodzony. W latach 60., w czasie prac konserwatorskich prowadzonych przy Baszcie Na Podmurzu, rozebrano ruiny dawnej synagogi.